# Rind et al.
 Der er for få eller ingen kildehenvisninger i denne artikel, hvilket er et problem. Du kan hjælpe ved at angive troværdige kilder til de påstande, som fremføres i artiklen.

Rind et al. hentyder til et meget kontroversielt studium, A meta-analytic examination of assumed properties of child sexual abuse using college samples, der er en metaanalyse af seksuelt misbrug af børn, foretaget af psykologerne Bruce Rind, Philip Tromovitch og Robert Bauserman, publiceret i det ansete tidsskrift Psychological Bulletin, der udgives af American Psychological Association (APA).

## Rindet al.
Studiet er en metaanalyse af tidligere undersøgelser af seksuelt misbrug af børn. Blandt konklusionerne var, at almindelige antagelser om seksuelt misbrug ikke understøttes af data, det vil sige ikke har et videnskabeligt grundlag. Seksuelt misbrug medfører almindeligvis ikke intense skader, uanset barnets køn.
Når almindelige antagelser ikke holder, er det fordi begrebet 'seksuelt misbrug af børn' er for inklusivt, og således af ringe prædiktiv værdi og videnskabeligt tvivlsomt. I stedet bør man tale om 'voksen-barn sex' når barnet opfatter forholdet som frivilligt. Dette begreb har prædiktiv værdi for graden af skade.
Det bemærkes også, at ligesom 'forkerthed' ikke medfører skadelighed, medfører manglende skadelighed ikke manglende 'forkerthed'.

## Kritikken
Studiet blev publiceret i juli 1998. I december 1998 kritiserede den amerikanske organisation National Association for Research and Therapy of Homosexuality (NARTH) studiets metodologi og konklusion. En katolsk avis, The Wanderer, kaldte studiet for 'pseudo-professionelt' og 'pseudo-akademisk'. I marts 1999 kritiserede en talk-show vært, Dom Giordano, ligeledes studiets metodologi og konklusioner.[kilde mangler]
En anden radiopersonlighed, Dr. Laura Schlessinger, kendt som Dr. Laura, kritiserede i to udsendelser Rind et al. (Ph.d. i fysiologi, ikke psykologi). Schlessinger udtalte blandt andet, at hun under sin egen videnskabelige træning havde lært, at når videnskabelige resultater strider imod 'common sense' bør de erklæres urigtige, og at metaanalyse var en meningsløs teknik.[kilde mangler]
Mange andre personer kritiserede studiet. Deriblandt den medicinske direktør for American Psychiatric Association, Steven Mirin, der udtalte, at da børn ikke kan give samtykke til sex, er brugen af denne variabel i metaanalysen meningsløs.
Under al dette var der også skarp kritik af APA for at have udgivet studiet. 9. juni 1999 erklærede APAs præsident, Raymond Fowler, at man ville have en uvildig undersøgelse af Rind et al. APA udtalte også at seksuelt misbrug var "forkert og skadeligt for ofrene".
Kritikken kom også fra politisk side. Blandt udtalte politikeren Dave Weldon (R), at studiets konklusioner var "sick and twisted".
12. juni vedtog Repræsentanternes hus med 355 mod 0 stemmer og 13 medlemmer, der ikke stemte, at fordømme Rind et al., samt at seksuelle forhold imellem børn og voksne ikke kan være andet end "abusive and destructive". Kort efter vedtog Senatet enstemmigt den samme resolution.

## Efterfølgende debat og perspektiver
3. juli 1999 sendte den daværende og alle tidligere præsidenter for den internationale organisation for sexforskning, Society for the Scientific Study of Sex, et kritisk brev til Raymond Fowler. I brevet forsvarede de Rind, Tromovitch og Bauserman og forskningens uafhængighed af politiske interesser.
15. september 1999 offentliggjorde American Association for the Advancement of Science (AAAS), der af APA var blevet bedt om at gennemgå Rind et al., deres beslutning. AAAS udtalte at de ikke så grund til at kritisere APAs publiceringsprocedurer ("process of peer review"). Om selve artiklen udtalte man:
Vi ser ingen klare tegn på upassende brug af metodologi eller anden tvivlsom praksis fra artiklens forfattere.
Vi finder det dybt forbløffende, at så mange kommentarer fra de i den politiske arena og i medierne tyder på en manglende forståelse af forfatternes analyse eller misrepræsenterer artiklens resultater. Alle borgere, særligt de der har offentlighedens tillid, har et ansvar for at være omhyggelige med hensyn til det materiale, der ligger til grund for deres offentlige erklæringer. Vi ser få tegn på dette, fra de mest højrøstede i denne sag."
Affæren blev diskuteret nogle år efter i et særnummer af et andet af APAs tidsskrifter, American Psychologist (2002), der blev redigeret af en tidligere APA præsident (1969-70), da den almindelige redaktion var for involveret i sagen. I særnummeret kritiserede en række psykologer, der ikke forskede i seksuelt misbrug, APAs handlemåde. Flere, deriblandt de to Psychological Bulletin redaktører, kalder Ray Fowlers brev af 9. Juli 1999, for en kapitulation (til politisk pres).
Samtidig behandles selve kritikken af Rind et al. Psykologen Lillienfeld kritiserer Mirins og andres udtalelser, om at det er meningsløst at tale om børns seksuelle samtykke. Da man kan måle dette begreb, det vil sige det har prædiktiv værdi, er det psykologisk (empirisk) meningsfuldt.
Ud over kritikken diskuteres forholdet imellem videnskab, 'common sense', politik, samfund og medier, og hvordan psykologer i fremtiden aktivt kan bygge broer, blandt andet imellem populær og akademisk psykologi.